# Karl Stürgkh
Karl Graf von Stürgkh (ur. 1859, zm. 1916) – austriacki polityk prawicowy, od 1890 deputowany do Reichsratu, od 1908 do 1911 minister oświaty, od 1911 premier. Przeciwnik powszechnego prawa wyborczego, rzecznik przystąpienia Austrii do I wojny światowej. Po jej wybuchu zawiesił działalność parlamentu i wprowadził system dekretów rządowych, faktycznie jednak dopuścił do władzy czynniki wojskowe. Powszechnie krytykowany za militaryzację państwa. Został zastrzelony przez socjaldemokratę Friedricha W. Adlera na znak protestu przeciw ogłoszeniu stanu wyjątkowego.
Syn Karla (1832–1888) i Eleonory.